# Марін Барлеті

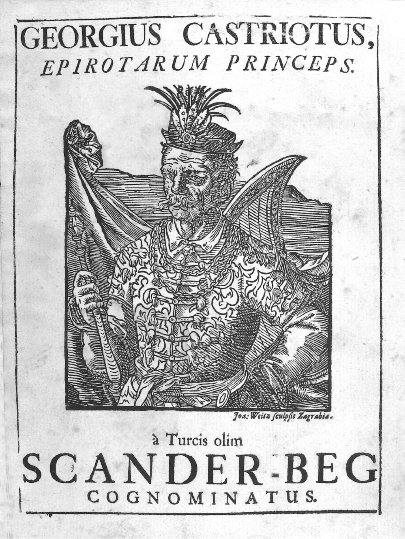
Обкладинка книги МА. Барлеті про Скандербеге, видана у 1743 році.

Марі́н Барле́ті (алб. Marin Barleti, лат. Marinus Barletius; 1450, Шкодер, Османська імперія — при 1513, Падуя або Рим) — албанський історик, письменник, католицький священник, гуманіст епохи Відродження. Основоположник албанскої історіографії.
Про молодість Барлеті нічого не відомо. Учасник оборони рідного м. Шкодера від османских військ у 1474 і 1478 роки. Після смерті Скандербега це місто було останнім із оплотів антиосманського повстання. Після взяття Шкодера турками — емігрував до Іта́лії.
Став знавцем історії, класичної літератури і латинської мови.

## Здобутки

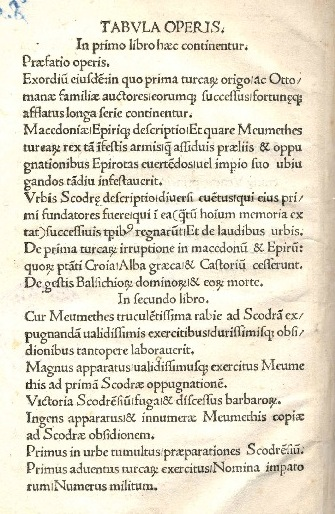

Автор кількох історичний робіт лати́нською мовою.
Опублікував у 1505 році у Венеції твір «Про осаду Шкодера» (.Marin Barleti. «Rrethimi i Shkodrës»), а у 1508—1510 роках, в Римі — першу світську біографію Скандербега «Історію життя і подвигів Скандербега, принца епіротів» (лат. Historia de vita et gestis Scanderbegi Epirotarum principis), створивши таким чином основи албанської історіографії.
У XVI віку «Історія» була переведена з латинської мови на кілька європейських мов. Тільки в Німе́ччині, праця упродовж XVI-го і XVII-го віків перевидавався понад десять разів. Надалі ця книга стала основою для вивчення біографії Скандерберга [Архівовано 23 листопада 2019 у Wayback Machine.], вождя албанського антиосманского повстання, заклавши основи його культу, а також мала великий вплив на формування національної свідомості албанців. Третьою і останньою працею Марін Барлеті став «Компе́ндіум життя татів і імператорів»
(лат. Compendium vitarum pontificum et imperatorum), виданий у 1512 році.

## Пам'ять
Нині ім'я Марін Барлеті носить один із недержавних університетів Тирани, публічна бібліотека Шкодера і видавництво.
1. 1 2  Bibliothèque nationale de France BNF: платформа відкритих даних — 2011.
2. ↑  NUKAT — 2002.